# Andy Souwer
 (juin 2009).
Si vous disposez d'ouvrages ou d'articles de référence ou si vous connaissez des sites web de qualité traitant du thème abordé ici, merci de compléter l'article en donnant les références utiles à sa vérifiabilité et en les liant à la section « Notes et références ».
Andy Souwer, surnommé Le destructeur, né le 9 novembre 1982 à Bois-le-Duc (Den Bosch, Pays-Bas), est un kickboxeur néerlandais participant régulièrement au K-1 MAX dont il a décroché le titre en 2005 (contre Buakaw Por.Pramuk) et 2007 (contre Masato) et atteint la finale en 2006. Il a également remporté à trois reprises la S-Cup Shootboxing en 2002, 2004 et 2008 (perd en finale en 2006 contre Kenichi Ogata).
Ses clubs sont : 
- le Mejiro-Gym [1]
- et le Linh Ho-Gym.

Ses entraîneurs : André Manaart et John De Ling (pour ce dernier de 1999 à 2006).

## Biographie
Andy Souwer fait ses débuts en kick-boxing à l'âge de sept ans au Ling Ho Gym de Bois-le-Duc sa ville natale. Il dispute son premier combat à l’âge de huit ans et durant sa jeunesse, il remporte de nombreux succès dans différentes catégories d'âge lors du championnat national. Dès 1998, à seize ans seulement, il débute en professionnel. Déjà à dix-huit ans, il détient trois titres mondiaux.
Il remporte tout d'abord la S-Cup Shootboxing en 2002 puis participe à son premier K-1 MAX. En 2003, il est battu par son compatriote Albert Kraus en quart-de-finale, du tournoi du K-1 MAX réunissant annuellement les meilleurs kick-boxeurs mondiaux. De nouveau vainqueur du S-Cup Shootboxing en 2004, il poursuit son ascension l'année suivante et remporte le K-MAX 2005 contre le tenant du titre thaïlandais Buakaw Por.Pramuk. En 2006, il parvient de nouveau en finale mais Buakaw le bat par K.O. Finalement, c'est en 2007 qu'il s'adjuge un second titre contre le Japonais Masato lors d'une troisième finale d'affilée. En 2008, il parvient en demi-finale du K-1 MAX battu par l'Ukrainien Artur Kyshenko.
Il a par ailleurs conquis de nombreux titres dans d'autres organisations mondiales : 
- Champion du monde WMTA des poids welters (World Muay Thai Association),
- Champion du monde WKA des poids welters (World Karate and Kickboxing Association),
- Champion du monde ISKA des poids welters (International Sport Kickboxing Association),
- Champion du monde WPAK des poids welters (World Pan Amateur Kickboxing).

## Style de boxe
Andy Souwer est un combattant au style plutôt ordinaire dans sa manière de combattre. Sa boxe n’a rien de spectaculaire et d’original, par contre ce qui en fait sa particularité c’est son punch (environ 60 % de victoires avant la limite), sa résistance aux coups et sa férocité.
 
Sa technique offensive est très dépouillée (c’est-à-dire sans fioritures) mais très calculée. Ses coups sont rapides, précis et puissants. 

Côté défense, il s'appuie principalement sur sa forte capacité à bloquer les coups et à les encaisser, cela en amoindrissant les chocs par des absorptions. Il utilise aussi des petits pas de retrait vers arrière lui permettant des remises (ripostes) très rapides.
 
Du côté de ses qualités physiques, il fait preuve de grandes aptitudes en termes de « souffle », de vivacité d’action et de puissance de frappe. 

Sa réussite, il la doit, outre à son punch, également à sa clairvoyance mais, surtout à son sens de l’adaptation et de l’exploitation du jeu adverse.

## Palmarès en grands tournois
- Vainqueur du K-1 MAX : 2005 et 2007.
- Vainqueur de la S-Cup Shootboxing : 2002, 2004 et 2008.
- Finaliste du K-1 MAX : 2006.

## Parcours en K-1 Max
| Année | Parcours                                         |
| ----- | ------------------------------------------------ |
| 2002  | Non-présent (participation au S-Cup Shootboxing) |
| 2003  | Quart-de-finaliste contre Albert Kraus           |
| 2004  | Non-présent (participation au S-Cup Shootboxing) |
| 2005  | Vainqueur contre Buakaw Por.Pramuk               |
| 2006  | Finaliste contre Buakaw Por.Pramuk               |
| 2007  | Vainqueur contre Masato                          |
| 2008  | Demi-finaliste contre Artur Kyshenko             |

## Parcours en Shoot Boxing World Tournament
| Année | Parcours                         |
| ----- | -------------------------------- |
| 2002  | Vainqueur contre Jhon Igo        |
| 2004  | Vainqueur contre Hiroki Shishido |
| 2006  | Finaliste contre Kenichi Ogata   |
| 2008  | Vainqueur contre Kenichi Ogata   |